# Mackenyu Arata
Mackenyu Arata (Los Angeles, 16 de novembre de 1996) és un actor japonès-estatunidenc. És conegut pel seu paper de Roronoa Zoro a la sèrie de Netflix One Piece.

## Filmografia

### Cinema
| Any                                      | Títol                                                      | Paper                    | Notes           |
| ---------------------------------------- | ---------------------------------------------------------- | ------------------------ | --------------- |
| 2015                                     | Tadaima                                                    | George                   |                 |
| 2015                                     | Kamen Rider Drive: Surprise Future                         | Eiji Tomari              |                 |
| 2015                                     | Take a Chance                                              | Masa                     | Paper principal |
| 2016                                     | Chihayafuru Part 1                                         | Arata Wataya             |                 |
| 2016                                     | Chihayafuru Part 2                                         | Arata Wataya             |                 |
| 2016                                     | Night's Tightrope                                          | Hikaru Makise            |                 |
| 2016                                     | Bittersweet                                                | Atsushi Babazono         |                 |
| 2017                                     | Let's Go, Jets!                                            | Kōsuke Yamashita         |                 |
| 2017                                     | JoJo's Bizarre Adventure: Diamond Is Unbreakable Chapter I | Okuyasu Nijimura         |                 |
| 2017                                     | Peach Girl                                                 | Kazuya "Tōji" Tōjigamori |                 |
| 2018                                     | Pacific Rim: Uprising                                      | Cadet Ryoichi            |                 |
| 2018                                     | Chihayafuru Part 3                                         | Arata Wataya             |                 |
| 2018                                     | Over Drive                                                 | Naozumi Hiyama           | Paper principal |
| 2018                                     | Impossibility Defense                                      | Asao Momose              |                 |
| 2018                                     | Code Blue: The Movie                                       | Akio Kishida             |                 |
| 2019                                     | 12 Suicidal Teens                                          | Shinjirō                 | Paper principal |
| 2019                                     | Tokyo Ghoul S                                              | Sōta                     |                 |
| 2019                                     | NiNoKuni                                                   | Haru (voice)             |                 |
| 2020                                     | Kaiji: Final Game                                          | Minato Hirose            |                 |
| 2020                                     | Our 30-Minute Sessions                                     | Aki Miyata               | Paper principal |
| 2020                                     | Tonkatsu DJ Agetarō                                        | Guest of VIP room        | Cameo           |
| 2021                                     | Brave: Gunjō Senki                                         | Aoi Nishino              | Paper principal |
| 2021                                     | The Master Plan                                            | Makoto                   | Paper principal |
| 2021                                     | Rurouni Kenshin: The Final                                 | Yukishiro Enishi         |                 |
| 2022                                     |                                                            |                          |                 |
| Fullmetal Alchemist: The Revenge of Scar | Scar                                                       |                          |                 |
| Fullmetal Alchemist: The Final Alchemy   | Scar                                                       |                          |                 |
| 2023                                     | Knights of the Zodiac                                      | Pegasus Seiya            | Paper principal |

### Televisió
| Any          | Títol                                        | Paper             | Notes           |  |
| ------------ | -------------------------------------------- | ----------------- | --------------- |  |
| 2015         | Yume wo Ataeru                               | Masaaki           |                 |  |
| 2016         | Sakurasaku                                   | Ippei             | Paper principal |  |
| 2016         | Tomorrow, I'll Surely Love You Again         | Shouta            | Paper principal |  |
| 2016         | Brass Dreams                                 | Ren Kitora        |                 |  |
| 2017         | Fugitive Boys                                | Ichihashi Tetsuto |                 |  |
| 2018         | Kiss that Kills                              | Takauji Namiki    |                 |  |
| 2019         | Two Homelands                                | Yu Amada          |                 |  |
| 2019         | Our Dearest Sakura                           | Aoi Kijima        |                 |  |
| 2020         | Remote de Korosareru                         | Nomura Yusaku     | Paper principal |  |
| 2021         | The End of the Tiny World: Half A Year Later | Makoto            | Paper principal |  |
| 2021         | Ichikei's Crow: The Criminal Court Judges    | Bunta Ishikura    |                 |  |
| 2023–present | One Piece                                    | Roronoa Zoro      | Paper principal |  |